# Jardines del Hipódromo (Montevideo)
Jardines del Hipódromo és un barri (barrio) del nord-est de la ciutat de Montevideo, la capital de l'Uruguai. Es troba a 4 km del centre.